# Bermondsey
Bermondsey – dzielnica Londynu leżąca w gminie London Borough of Southwark, na południowym brzegu Tamizy. Bermondsey zostało wspomniane w Domesday Book (1086) jako Bermundsey(e).